# سیارک ۱۶۱۱۸
سیارک ۱۶۱۱۸ (به انگلیسی: 16118 Therberens، نامگذاری:1999XQ56) شانزده هزار و صد و هجدهمین سیارک کشف شده‌است که در ۷ دسامبر ۱۹۹۹ کشف شد.
قدر مطلق سیارک برابر ۱۴٫۳ بوده و تناوب مداری آن نیز ۱۲۳۶.۹۳۴۹۱۷۹ است.